# تل وخمی
تل وخمی در شهرستان کهگیلویه، روستای القچین واقع شده و این اثر در تاریخ ۲۴ فروردین ۱۳۸۲ با شمارهٔ ثبت ۸۳۴۱ به‌عنوان یکی از آثار ملی ایران به ثبت رسیده است.